# Capitólio Estadual da Carolina do Norte
O Capitólio Estadual da Carolina do Norte (em inglês:  North Carolina State Capitol) é a sede do governo do estado da Carolina do Norte. Localizado na capital Raleigh, situa-se na 1 East Edenton Street.
Foi incluído no Registro Nacional de Lugares Históricos em 26 de fevereiro de 1970 e declarado como Marco Histórico Nacional em 7 de novembro de 1973.